# Samoa américaines aux Jeux olympiques d'été de 2004
Les Samoa américaines ont envoyé 3 athlètes aux Jeux olympiques de 2004 à Athènes en Grèce.

## Résultats

### Athlétisme
100m homme :
- Kelsey Nakanelua : 75e place au classement final

lancer du marteau femme :
- Lisa Misipeka : Disqualifiée

### Haltéropĥilie
105 kg homme :
- Eleei Ilalio : 15e place au classement final

## Officiels
- Président : Mr. Ben Solaita
- Secrétaire général : Mr. Ken Tupua